# Maurice Heins
Maurice Haskell Heins (Boston, 19 de novembro de 1915 – 4 de junho de 2015) foi um matemático estadunidense, especialista em análise complexa e análise harmônica.
Heins obteve um doutorado em 1940 na Universidade Harvard, orientado por Joseph Leonard Walsh, com a tese Extremal Problems for Functions Analytic and Single-Valued in a Doubly-Connected Region.
Foi palestrante convidado do Congresso Internacional de Matemáticos em Edimburgo (1958).

## Publicações selecionadas

### Artigos
- ——— (1941). «A note on a theorem of Radó concerning the (1, m) conformal maps of a multiply-connected region into itself» (PDF). Bulletin of the American Mathematical Society. 47 (2): 128–130. doi:10.1090/s0002-9904-1941-07388-x
- Morse, M.; ——— (1945). «Topological Methods in the Theory of Functions of a Single Complex Variable: I. Deformation Types of Locally Simple Plane Curves». Proc Natl Acad Sci USA. 31 (9): 299–301. Bibcode:1945PNAS...31..299M. PMC 1078825. PMID 16578170. doi:10.1073/pnas.31.9.299
- Morse, M.; ——— (1945). «Topological Methods in the Theory of Functions of a Complex Variable: II. Boundary Values and Integral Characteristics of Interior Transformations and Pseudo-Harmonic Functions». Proc Natl Acad Sci USA. 31 (9): 302–306. Bibcode:1945PNAS...31..302M. PMC 1078826. PMID 16578171. doi:10.1073/pnas.31.9.302
- Morse, M.; ——— (1945). «Topological methods in the theory of functions of a single complex variable: Deformation types of locally simple curves». Annals of Mathematics. 46: 600–624. doi:10.2307/1969200
- Morse, M.; ——— (1945). «Topological methods in the theory of functions of a single complex variable: Boundary values and integral characteristics of interior transformations and pseudo-harmonic functions». Annals of Mathematics. 46: 625–666. doi:10.2307/1969201
- Morse, M.; ——— (1945). «Topological methods in the theory of functions of a single complex variable: Cause isomorphisms in the theory of pseudo-harmonic functions». Annals of Mathematics. 47: 233–273. doi:10.2307/1969246
- ——— (1946). «On the number of 1-1 directly conformal maps which a multiply-connected plane region of finite connectivity p (> 2) admits onto itself». Bulletin of the American Mathematical Society. 52 (6): 454–457. MR 0016469. doi:10.1090/s0002-9904-1946-08590-0
- ——— (1948). «Entire Functions with Bounded Minimum Modulus; Subharmonic Function Analogues». Annals of Mathematics. 49. 200 páginas. JSTOR 1969122. doi:10.2307/1969122
- ——— (1952). «Riemann Surfaces of Infinite Genus». The Annals of Mathematics. 55 (2). 296 páginas. JSTOR 1969780. doi:10.2307/1969780
- ——— (1953). «Studies in the conformal mapping of Riemann surfaces: I». Proc Natl Acad Sci USA. 39 (4): 322–324. Bibcode:1953PNAS...39..322H. PMC 1063780. PMID 16589269. doi:10.1073/pnas.39.4.322
- ——— (1954). «Studies in the conformal mapping of Riemann surfaces: II». Proc Natl Acad Sci USA. 40 (5): 302–305. PMC 534125. PMID 16589477
- ——— (1955). «On the Lindelof Principle». Annals of Mathematics. 61 (3). 440 páginas. JSTOR 1969809. doi:10.2307/1969809
- ——— (1956). «Asymptotic spots of entire and meromorphic functions». Proc Natl Acad Sci USA. 42 (11): 883–885. Bibcode:1956PNAS...42..883H. PMC 528359. PMID 16589966. doi:10.1073/pnas.42.11.883
- ——— (1961). «A class of conformal metrics». Bulletin of the American Mathematical Society. 67 (5): 475–478. MR 0130974. doi:10.1090/s0002-9904-1961-10643-5
- ——— (1962). «On a class of conformal metrics». Nagoya Mathematical Journal. 21: 1–60. MR 0143901. doi:10.1017/s002776300002376x

### Livros
- com R. Nevanlinna and others: Analytic Functions (Conference on Analytic Functions held in 1957 at the Institute for Advanced Study, Princeton, N.J.), Princeton University Press 1960[4]
  - Contents: On differentiable mappings, by R. Nevanlinna.--Analysis in non-compact complex spaces, by H. Behnke and H. Grauert.--The complex analytic structure of the space of closed Riemann surfaces, by L.V. Ahlfors.--Some remarks on perturbation of structure, by D.C. Spencer.--Quasiconformal mappings and Teichmüller's theorem, by L. Bers.--On compact analytic surfaces, by K. Kodaira.--The conformal mapping of Riemann surfaces, by M. Heins.--On certain coefficients of univalent functions, by J.A. Jenkins.
- Selected Topics in the Classical Theory of Functions of a Complex Variable, Holt, Rinehart and Winston 1962; Dover reprint, 2105
- Complex Function Theory, Academic Press 1968[5]
- Hardy Classes on Riemann Surfaces, Springer Verlag 1969